# Avricourt (Oise)
Avricourt é uma comuna francesa na região administrativa de Altos da França, no departamento de Oise. Estende-se por uma área de 7,01 km². Em 2010 a comuna tinha 259 habitantes (densidade: 36,9 hab./km²).